# Rhionaeschna manni
La libélula zurcidora mosaico de Baja California (Rhionaeschna manni) pertenece a la familia de las libélulas zurcidoras (Aeschnidae)1. Es una especie endémica de la Península de Baja California, fue descrita en 1930 por E. B. Y J. H. Williamson2.

## Clasificación
Hasta wl año 2003 el género Aeshna comprendía las especies de la familia Aeshnidae con un tubérculo medio ventral en el esterno del segmento uno1. Un análisis filogenético realizado por Natalia von Ellenrieder1 demostró que Aeshna no es un grupo monofilético y separó su componente neotropical en el género Rhionaeschna.

## Descripción
- Cabeza: clipeo y frente color azul o marrón claro, marca negra en forma de “T” en la frente, mitad posterior del vertex negro.
- Tórax: líneas claras incontinuas en el mesanepisterno, líneas azules o amarillo verdosas en el mese y metepimerón.
- Abdomen: marrón rojizo oscuro a negro con manchas verde amarillentas y azul claro1.

## Distribución
Baja California Sur1,2.

## Hábitat
Pozas, presas, manantiales y riachuelos asociados con bosques de encino1.

## Estado de conservación
No se encuentra en ninguna categoría de riesgo.